# El Centinela de Andalucía
El Centinela de Andalucía fue un periódico editado en la ciudad española de Sevilla entre 1843 y 1856, en varias épocas, durante el reinado de Isabel II.

## Historia
Editado en Sevilla, fue impreso en la imprenta de la calle de la Venera n.º 19, luego en la de la calle Colcheros, frente al despacho de billetes del Teatro de San Fernando. Su primer número apareció el 15 de agosto de 1843 y cesó a finales de abril de 1844.  Volvió a publicarse más tarde hasta mediados de septiembre de 1856, teniendo cuatro épocas distintas. Originalmente contaba con cuatro páginas, dos con noticias y las otras con un pliego de folletín para encuadernar. Se publicaba diariamente, en números con páginas de gran tamaño, papel común y diversas impresiones. Daba suplementos.
De ideología liberal, su propietario y editor responsable fue Antonio Morales, aunque después la responsabilidad pasó a J. Gómez Oro y Compañía. En el plantel de redactores figuraron nombres como los del marqués de Sortes, José Hedra, Manuel Carrasco, S. Millán, Joaquín Guichot, Teodomiro Fernández Aveño, José Velázquez y Sánchez, Alejandro Benisia, Serafín Adame y Muñoz, Rafael Adame, Eugenio Vera, Antonio Gómez Aceves, Juan Gallardo, Francisco de Paula Tirado y Diego Álvarez de los Corrales, entre otros.
Su contenido incluía artículos de política, interior, exterior, provincias, variedades, sección local y religiosa, actos oficiales, itinerrario de correos, círculo mercantil, alhóndiga, matadero, transportes, avisos diversos y vapores, entre otras secciones.